# Standart (yacht)
Standart var en kejserlig russisk yacht, der betjente kejser Nikolaj 2. og hans familie og var på sin tid den største kejserlige yacht i brug. Efter den russiske revolution blev yachten placeret i tørdok, hvor den lå indtil 1936. Herefter blev skibet ombygget til minelægger og deltog under anden verdenskrig i forsvaret af Leningrad.

## Historie

### Kejserlig yacht
Den kejserlige Yacht Standart (Штандартъ) blev opført efter ordre fra kejser Aleksandr 3. af Rusland og blev bygget på det danske skibsvæerft B & W. Byggeriet påbegyndtes i 1893 og skibet blev søsat den 21. marts 1895 og blev taget i brug tidligt i september 1896.  
Der var stillet store krav til stil og komfort i dette flydende palads. I stævnen var der et stort bovspryd med bladguld. Skibet var udstyret med tre høje master, som ragede op over de to hvide skorstene. Hvide lærredsmarkiser skærmede passagererne mod solen, når de sad på dækket i kurvemøblerne og slappede af.På hoveddækket var der en enorm spisestue, hvor der kunne dækkes op til 72 gæster. Under dæk var yachten bl.a. indrettet med mahognipaneler, polerede gulve og krystallysekroner.  i 1912 blev skibet udstyret med radio, og zaren arbejdede to dage om ugen med at modtage og sende telegrammer.
Skibet blev bemandet og drevet af en besætning på 275 mand fra den russiske kejserlige flåde. Under Nikolaj 2.'s regeringstid blev Standart befalet af en flådekaptajn, selv om den officielle kommandør var kontreadmiral. Skibets kommandør var i 1914 Nikolaj Pavlovitj Sablin.
I 1907 gik Standart på grund på en ikke-kortlagt sten udfor den finske kyst. Skibet sank ikke, men blev repareret og vendte hurtigt tilbage i brug. Den russiske kejserlige familie ferierede på Standart sommeren 1914, hvor de modtog nyheden om mordet på ærkehertug Franz Ferdinand i Sarajevo. Ved udbruddet af første verdenskrig blev Standart lagt i tørdok.

### Sovjetisk minelægger Marti
Efter revolutionen og kejserfamiliens fald, blev yachten rippet for alt pynt, og i 1917 omdøbt til Vosemnadtsate Martza (18. marts), og igen i 1932 blev skibet omdøbt til Marti. I 1932-1936 blev Marti ombygget til minelægger på Marti-værftet i Leningrad. Under anden verdenskrig tjente Marti Sovjetflåden i Østersøen, ved at lægge omkring 3159 miner og bombardere landsstillinger langs kysten. Den 23. september 1941 blev Marti beskadiget i et luftangreb ved Kronstadt, men repareredes og fortsatte sin tjeneste indtil krigens afslutning. En mine lagt af Marti udfor Hanko, på sydfinske kyst, sænkede den tyske ubådssjæger UJ.117 / Gustav Kroner den 1. oktober 1941.
Efter krigen blev Marti omdannet til et træningsskib og i 1957 omdøbt til Oka. Hun fortsatte med at tjene i den rolle, indtil hun blev hugget op i Tallinn i Estland i 1963.

## Specifikationer
- Deplacement: 5557 tons
- Længde: 112,8 m mellem Perpendikulærerne
- Samlet længde: 128 m
- Bredde:15,8 m
- Dybgang:  6 m
- Topfart: 21,18 knob

## Tidligere kejserlige yachter
- Alexandria (Александрия)
- Livadia
- Polyarnaya zvezda (Polarstjernen - Полярная звезда)